# Allison Parrish
Allison Parrish é uma poetisa americana, engenheira de software, programadora criativa e designer de jogos, notável como uma das mais proeminentes criadoras de bots criativos e literários do Twitter. Ela foi nomeada "Melhor Criadora de Bots de Poesia" pelo The Village Voice em 2016. Parrish produziu um livro de introdução à programação criativa em Python, mais especificamente Processing.py. Parrish é bacharel em Linguística pela Universidade da Califórnia em Berkeley e tem um mestrado em Estudos Profissionais pelo Interactive Telecommunications Program (ITP), da Universidade de Nova York. Ela é escritora residente no Departamento de Inglês da Fordham University, 2014–16, e Professora assistente de artes no ITP desde 2016.